# カーリ (小惑星)
カーリ (4227 Kaali) は小惑星帯に位置する小惑星。フィンランドの都市トゥルクで、リイシ・オテルマによって発見された。
エストニアのサーレマー島にある隕石クレーター、カーリ・クレーターに因んで命名された。